# 高木繁
高木 繁（たかぎ しげる、1881年7月20日 - 1946年11月27日）は、明治-昭和時代前期の日本の医学者。泌尿器科学における日本のパイオニア。九州帝国大学医学部泌尿器科を設立し、初代教授となる。1933年皆見省吾と雑誌「皮膚と泌尿」を創刊。皮膚疾患治療剤グリテールを開発した。また、江戸末期の浮世絵師、歌川国芳に注目し、その作品を収集。息子である高木健太郎が繁の遺志を継ぎ、健太郎の妻の節子が平成12年に「高木繁浮世絵コレクション」として約530点を名古屋市博物館に寄贈。『名古屋市博物館資料図版目録二』に全作品が掲載されている。

## 経歴
下山順一郎（日本最初の薬学博士、東京大学教授、私立薬学校：現東京薬科大学の創立者、初代校長）と母志満の長男として、東京都神田区新石町に生まれる。妻トクとの間に長男高木健太郎（生理学者、名古屋大学名誉教授、名古屋市立大学名誉教授、参議院議員）がいる。
1896年（明治29年4月-34年）独逸学協会学校へ入学、卒業。
1901年（34年7月-37年）第一高等学校3部入学、卒業。
1904年（37年9月-41年）京都帝国大学福岡医科大学（明治44年九州帝国大学医学部と改称される）入学、卒業（第2卒業生・銀時計組）。
1910（明治43年）皮膚科教室助手に任じられる。
1916年（大正5年）泌尿生殖器科学研究のため文部省よりアメリカ留学を命じられる。米国ベルチモアのヤング教授の下で泌尿生殖器科学の研究をする。
1918年（大正9年）医学博士になる。
1924年（大正13年）九州帝国大学医学部は皮膚科から泌尿器科が独立、初代教授となる。
1933年（昭和8年）皆見省吾と雑誌「皮膚と泌尿」を創刊、また皮膚疾患治療剤グリテールを開発。
1946年（昭和21年）11月27日死去。

## 主な著作

### 医学
- 『皮膚科泌尿器科診療格言』（春秋社、1930年）
- 『淋疾』（克誠堂書店、1930年）
- 『性病の予防と撲滅』（金原書店、1936年）
- 『若き人々のために：恐るべし性病』（診斷と治療社、1940年）

### 共著
- 『花柳病の話』（皆見省吾, 高木繁 著、金原商店、1938年）